# Estadio Tampere
El estadio Tampere (en finés: Tampereen stadion), también conocido como estadio Ratina (en finés: Ratinan stadion), es un estadio multiusos ubicado en la ciudad de Tampere, Finlandia. Fue inaugurado en 1965 y tiene una capacidad para 17 000 espectadores (32 000 para conciertos), siendo el estadio en el que disputa sus partidos el Tampere United y algunos juegos de la selección de fútbol de Finlandia.
La construcción del estadio tuvo su origen el los Juegos Olímpicos de Helsinki 1952, pero su equipamiento y estructuras actuales se realizaron según las ideas y dibujos del destacado arquitecto finlandés Timo Penttilä de 1953.

## Historia
Los registros de asistencia del estadio son del período anterior a la remodelación, cuando las gradas permanentes habilitaron una mayor capacidad. La mayor asistencia al estadio Ratina fue de 24.080 personas en el partido de la Copa de Campeones de 1984 entre Ilves Tampere y Juventus de Turín el 19 de septiembre de 1984 (1–4). El récord de partidos domésticos es de 15.000 en el partido entre Ilves y KPV Kokkola en 1983. Tras la renovación, el récord de público es para la Liga de Campeones partido de la tercera ronda de clasificación entre Tampere United y Rosenborg, el 15 de agosto de 2007, cuando el estadio estaba a su capacidad completa, es decir, 16.800 espectadores.
Por el lado de la música, el concierto de Iron Maiden en el estadio el 19 de julio de 2008 alcanzó los 30.000 espectadores y el concierto de AC/DC el 1 de junio de 2010 superó los 32.500 espectadores.
En el estadio de Tampere se han establecido dos récords mundiales, ambos en lanzamiento de jabalina. Jorma Kinnunen lanzó un nuevo récord mundial de jabalina de 92,70 m el 18 de junio de 1969 y Tiina Lillak de 74,76 m el 13 de junio de 1983.

Panorámica del estadio.

## Antiguo estadio
Fue inaugurado en 1951 con el objetivo de albergar una de las sedes del torneo de fútbol de los Juegos Olímpicos de Helsinki 1952, en el estadio se jugaron dos series de clasificación y tres partidos de octavos de final. En la serie clasificatoria, se disputó el Dinamarca versus Grecia e Italia contra EE. UU. Los partidos por octavos de final vieron una celebración de goles entre Yugoslavia y la Unión Soviética (17 000 espectadores), que terminó en un empate 5-5, un partido nórdico entre Suecia y Noruega, y el desempate entre Yugoslavia y la Unión Soviética el 22 de julio, que terminó con Yugoslavia ganando 3-1.
| Fecha               | Selección #1 | Resultado  | Selección #2    | Ronda            | Espectadores |
| ------------------- | ------------ | ---------- | --------------- | ---------------- | ------------ |
| 15 de julio de 1952 | Dinamarca    | 2–1        | Grecia          | Ronda preliminar | 4 372        |
| 16 de julio de 1996 | Italia       | 8–0        | Estados Unidos  | Ronda preliminar | 10 340       |
| 20 de julio de 1996 | Yugoslavia   | 5–5        | Unión Soviética | Octavos de final | 17 000       |
| 21 de julio de 1996 | Suecia       | 4–1        | Noruega         | Octavos de final | 4 072        |
| 22 de julio de 1996 | Yugoslavia   | 3–1 (rep.) | Unión Soviética | Octavos de final | 16 916       |